# Mancomunidad Pantano de Santa Teresa
La mancomunidad Pantano de Santa Teresa es una agrupación administrativa de municipios en la provincia de Salamanca, Castilla y León, España.

## Municipios
- Aldeavieja de Tormes
- Arapiles
- Beleña
- Berrocal de Salvatierra
- Buenavista
- La Cabeza de Béjar
- Encinas de Arriba
- Fresno Alhándiga
- Fuentes de Béjar
- Guijo de Ávila
- Martinamor
- La Maya
- Miranda de Azán
- Montejo
- Monterrubio de la Sierra
- Morille
- Mozárbez
- Nava de Béjar
- Pedrosillo de los Aires
- Pizarral
- Salvatierra de Tormes
- Sieteiglesias de Tormes
- Valdemierque

## Competencias

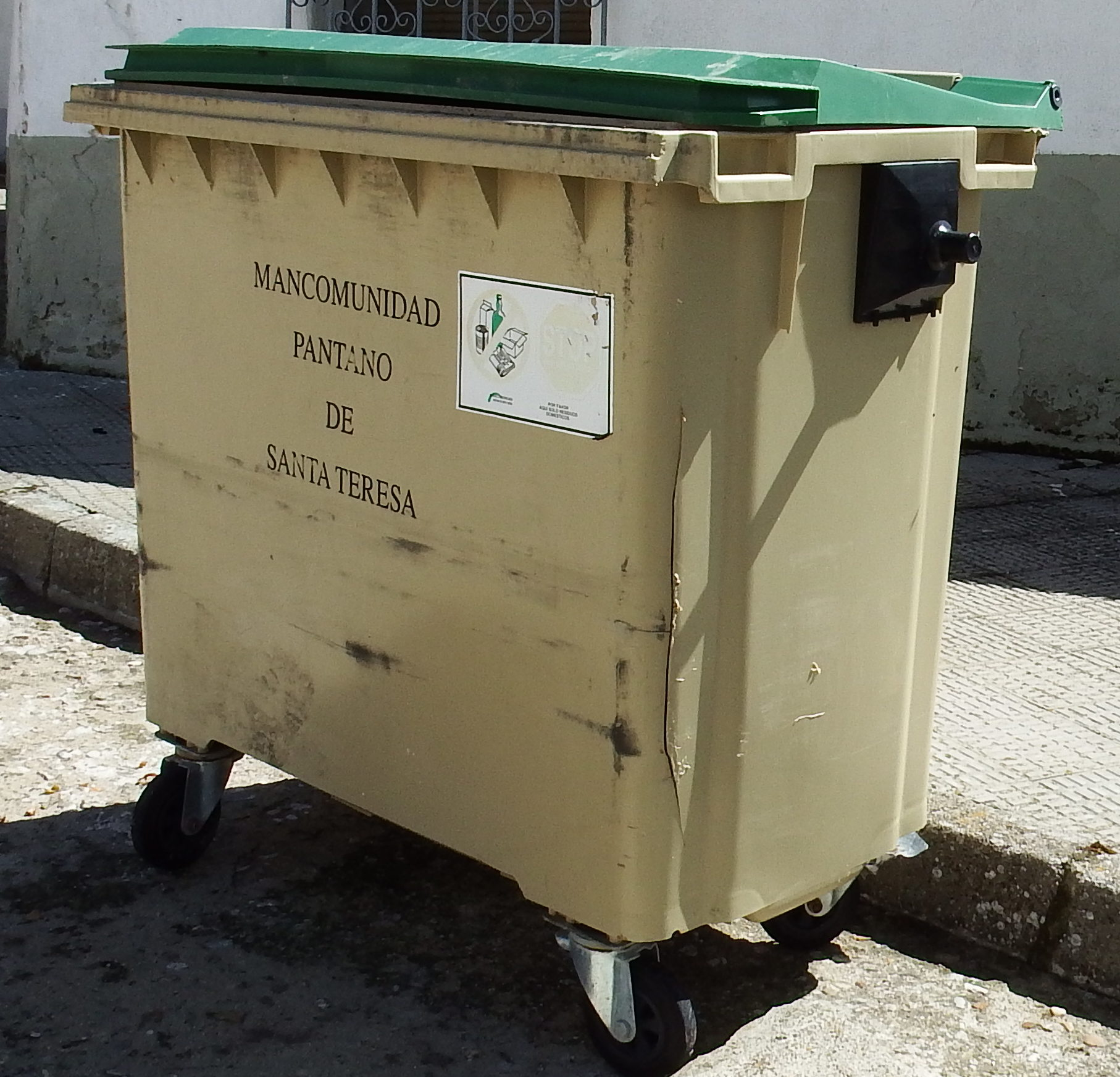
Contenedor gestionado por la mancomunidad en Berrocal de Salvatierra

- Contenedor gestionado por la mancomunidad en Berrocal de SalvatierraPrestación del servicio de recogida domiciliaria de basuras y residuos sólidos urbanos.
- Servicio de asesoramiento técnico y urbanístico.
- Servicios culturales y deportivos.